# 로이 커
로이 패트릭 커(영어: Roy Patrick Kerr, 1934–)는 뉴질랜드의 수학자이다. 일반 상대성 이론에서 회전 블랙홀을 나타내는 커 계량을 발견하였다.

## 생애
1934년 뉴질랜드 쿠로 (Kurow)에서 태어났다. 3세 때 어머니가 가정을 떠났고, 아버지는 제2차 세계 대전에 참전하였다. 이 동안 어린 커는 농장에서 지내야 했다. 전후 크라이스트처치에서 자랐다. 1951년에 캔터베리 대학교 수학과에 입학하여 1954년 졸업하였고, 1955년 9월에 케임브리지 대학교에 대학원생으로 입학하여 1959년에 졸업하였다.
1962년에 텍사스 대학교 오스틴 교수가 되었고, 1963년에 커 계량을 발견하였다. 1971년에 캔터배리 대학교 교수가 되었고, 1993년에 은퇴하였다.